# National Geospatial-Intelligence Agency
Die US-amerikanische National Geospatial-Intelligence Agency (NGA; deutsch „Nationale Behörde für Geographische Aufklärung“) mit Hauptsitz in Bethesda, Maryland, ist die zentrale US-Behörde für militärische, geheimdienstliche und auch kommerzielle kartografische Auswertungen und Aufklärung. Robert D. Sharp leitet die Behörde seit Februar 2019.
Die NGA-Hauptverwaltung ist das drittgrößte Gebäude in der Washington Metropolitan Area, größer als das Hauptquartier der CIA und das US-Kapitol.

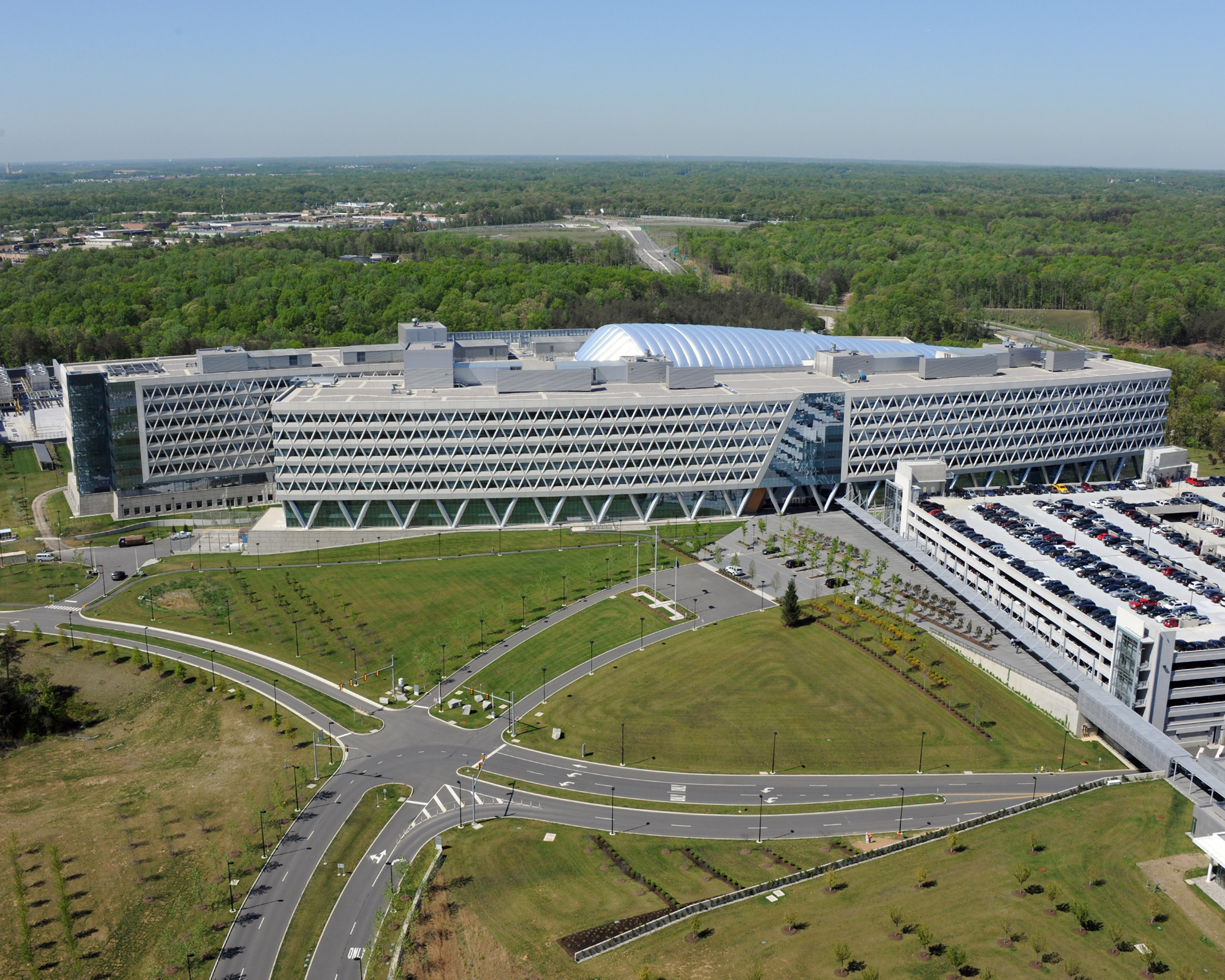
Hauptquartier der NGA in Springfield, Virginia

## Geschichte
Am 24. November 2003 bekam die NGA ihren jetzigen Namen.
Der Name änderte sich in der Geschichte wie folgend:
- Army Map Service (AMS), 1941–1968
- U.S. Army Topographic Command (USATC), 1968–1972
- Defense Mapping Agency (DMA), 1972–1996
- National Imagery and Mapping Agency (NIMA), 1996–2003
- National Geospatial-Intelligence Agency (NGA), 2003–heute

Am 2. Mai 2011 gab die NGA bekannt, dass die Suche nach Osama bin Laden auch erfolgreich war, weil dessen Aufenthaltsort durch GEOINT ermittelt werden konnte.

## Auftrag
Die NGA liefert Aufklärungserkenntnisse in den Bereichen Geospatial Intelligence (GEOINT, wörtlich „raumbezogene Aufklärung“, d. h. Zusammenführung von Geoinformationen mit Objektinformationen des militärischen Nachrichtendienstes), Geoinformationen von Karten und Geodaten bis zu Boden- und Klimaanalysen, die durch Auswertung kommerzieller, staatlicher und militärischer Quellen, von örtlichen Vermessungen bis hin zu Luft- und Satellitenbildern entstehen.

## Freie Daten
- Digital Terrain Elevation Data (DTED): weltweite Geländemodell-Daten, die in Ebene 0 frei verfügbar sind.
- Vector Map (VMAP): weltweite Vektor-Daten, die in Ebene 0 frei verfügbar sind.
- Operational Navigation Charts (ONCs), Serie von über 200 kleinmaßstäbigen Karten (1:1.000.000) der Erde.

## Budget der US-Geheimdienste 2013
Nach einem Bericht der Washington Post beträgt das Budget aller Nachrichtendienste der USA zusammen derzeit 52,6 Milliarden US-Dollar. Nachfolgend sind die fünf größten Behörden aufgeführt, deren jeweilige Budgets die Washington Post in die vier Kategorien Unterhalt, Sammeln von Daten, Datenverarbeitung und -verwertung sowie Datenanalyse unterteilt hat.
| Name der Behörde/des Programms | Name der Behörde/des Programms           | Budget Verwaltung und Unterhalt (Management and support) | Budget Datenbeschaffung (Data collection) | Budget Datenverarbeitung und -verwertung (Data processing and exploitation) | Budget Datenanalyse (Data analysis) | Budget Gesamt |
| ------------------------------ | ---------------------------------------- | -------------------------------------------------------- | ----------------------------------------- | --------------------------------------------------------------------------- | ----------------------------------- | ------------- |
|                                | Central Intelligence Agency              | 01,8                                                     | 11,500                                    | 0,387                                                                       | 1,100                               | 14,787        |
|                                | National Security Agency                 | 05,2                                                     | 02,500                                    | 1,600                                                                       | 1,500                               | 10,800        |
|                                | National Reconnaissance Program          | 01,8                                                     | 06,000                                    | 2,500                                                                       | –                                   | 10,300        |
|                                | National Geospatial-Intelligence Program | 02,0                                                     | 00,537                                    | 1,400                                                                       | 0,973                               | 04,910        |
|                                | General Defense Intelligence Program     | 01,7                                                     | 01,300                                    | 0,228                                                                       | 1,200                               | 04,428        |
| Gesamt                         | Gesamt                                   | 12,5                                                     | 21,837                                    | 6,115                                                                       | 4,773                               | 45,225        |

Angaben in Milliarden US-Dollar

## Vergleichbare Organisationen
Es gibt keine den Aufgaben der NGA exakt entsprechende Dienststelle in der deutschen Bundeswehr. Die Aufgabenbereiche Geodäsie, Geographie und Kartografie werden durch das Zentrum für Geoinformationswesen der Bundeswehr bearbeitet, während für Luftfahrtdaten das Zentrum Luftoperationen zuständig ist.
Als am ehesten zur NGA passende Organisation bezüglich der Geoinformationsgewinnung und Georeferenzierung mit nachrichtendienstlichem Einschlag kann das erst seit 2002 existierende Kommando Strategische Aufklärung der Bundeswehr bezeichnet werden.